# Alpha-Actinin 3
Alpha-Actinin-3 oder α-Aktinin-3 ist ein vom Gen ACTN3 codiertes Protein, das beim Menschen in Muskelfasern der Skelettmuskulatur zu finden ist, wo es die Actinfilamente durch Quervernetzung in der Z-Scheibe eines Sarkomers von Myofibrillen zu verankern hilft, vornehmlich bei den schnell zuckenden F-Fasern.

## Funktion in Muskelfasern
Alpha-Actinin-3 zählt wie die von den Genen ACTN1, ACTN2 und ACTN4 produzierten Proteine zu den Aktininen, einer Gruppe in der Superfamilie der Spektrine. Die Isoformen 1, 2, 3 und 4 von Alpha-Actinin binden – wie auch Beta-Actinin und Gamma-Actinin – an filamentöses Aktin (F-Aktin) und gehören zu den Proteinen des Zellgerüstes (Cytoskelett). Alpha-Aktinine spielen in unterschiedlichen Zelltypen eine wichtige Rolle, da sie Aktinfilamente bündeln und intrazellulär verankern können. In den Zellen der Skelettmuskulatur sind die Isoformen 2 und 3 vor allem in den Myofibrillen der Muskelfasern zu finden, und hier in den scheibenähnlichen Gebilden, die lichtmikroskopisch als Z-Streifen eines Sarkomers sichtbar werden. Dort sind sie daran beteiligt, die längs parallel zueinander ausgerichteten dünnen Aktinfilamente quer zu vernetzen und zentriert zu verankern. Während Alpha-Aktinin-2 auch in Z-Scheiben von Herzmuskelzellen vorkommt, und daneben beispielsweise in Nervenzellen des Hippokampus für besondere pilzförmige Formationen dendritischer Dornenfortsätze bedeutsam ist, wird Alpha-Aktinin-3 beim Menschen beschränkt auf die schnell zuckenden (englisch fast-twitching) F-Fasern von Skelettmuskeln exprimiert.

### Schnelle gegen langsame Muskelfasern
Skelettmuskeln bestehen aus langen zylindrischen Zellen, die Muskelfasern genannt werden. Jede Muskelfaser ist aus langen Röhren, den sogenannten Myofibrillen zusammengesetzt, die wiederum aus Filamenten bestehen. Es gibt zwei Typen an Filamenten: Actin (dünne Filamente) und Myosin (dicke Filamente), welche parallel angeordnet sind. Bei einer Muskelkontraktion verschieben sich beide Filamente gegeneinander.
Es gibt zwei Typen von Muskelfasern, die langsamen (engl. slow twitch) und schnellen (engl. fast twitch) Fasern. Die langsamen Fasern arbeiten im aeroben Bereich und können eine niedrige Kraft über einen längeren Zeitraum aufrechterhalten. Dagegen sind schnelle Fasern stärker und arbeiten im anaeroben Bereich. Sie werden vor allem bei einem hohen Kraftaufwand über eine kurze Zeit eingesetzt.

### Muskelzusammensetzung bei Eliteathleten
Jede Person hat eine durchschnittlich gleiche Verteilung an schnellen und langsamen Muskelfasern, jedoch neigen olympische Sprinter dazu, ungefähr 80 % an schnellen Fasern zu besitzen. Im Gegensatz dazu haben olympische Marathonteilnehmer einen ca. 80%igen Anteil an langsamen Fasern. Es herrscht die Meinungsverschiedenheit, ob Training den Prozentsatz der Fasertypen mit der Zeit verändern kann. Aus diesem Grund nimmt man zurzeit an, dass Vererbung oder Genetik für die Bildung der verschiedenen Fasertypen die größte Rolle spielt.

## Allele
Beim Menschen wurde eine Mutation (rs1815739; R577X) im ACTN3-Gen identifiziert, die bei einem signifikanten Prozentsatz der Bevölkerung zu einer verkürzten Variante des alpha-Actinin 3 führt. Weltweit existiert diese Variante bei etwa 20 % der Bevölkerung, wobei der Anteil in der Bevölkerung mit der geografischen Breite korreliert ist. Während in Kenia nur jeder Hundertste den XX-Genotyp hat, ist es in Schweden und Japan etwa jeder Vierte. Wissenschaftler glauben, dass eine positive Selektion zugunsten der Mutation stattgefunden hat, um eine Anpassung an die klimatischen Bedingungen und den damit verbundenen Energieverbrauch der Menschen in verschiedenen Teilen der Welt zu gewährleisten. Bei Immersion in kaltes Wasser kann bei homozygoten Probanden mit dem XX-Genotypen eine signifikant verbesserte Kältetoleranz gegenüber denjenigen mit dem RR-Genotypen festgestellt werden. Probanden mit der R577X-Mutation sind ohne gesteigerten Energieverbrauch besser im Stande ihre Kerntemperatur aufrechtzuerhalten, da bei ihnen die Thermogenese der Skelettmuskeln verändert ist. Die Verlagerung hin zu mehr langsamer zuckenden Isoformen von schweren Ketten und SR-Proteinen, bewirkt zusammen mit einer veränderten neuronalen Muskelaktivierung, dass Wärme vorwiegend durch Muskeltonus und weniger durch Zittern erzeugt wird.
Studien zeigen eine Verlinkung der Fasertypen zum ACTN3, so haben Individuen mit hohem Anteil an schnellen Muskelfasern die nichtmutierte Version des Gens. Ebenfalls haben Studien von Eliteathleten ergeben, dass das ACTN3-Gen die sportliche Leistung beeinflussen kann. Während die nichtmutierte Version des Gens mit einer Sprint-Leistung verbunden wird, ist die mutierte Version mit sportlichen Ausdauerleistungen assoziiert.